# Sarphatipark 23-33
De panden Sarphatipark 23-33 bestaan uit een zestal herenhuizen aan het Sarphatipark (zowel park als straat) in De Pijp te Amsterdam-Zuid. 
De woonhuizen vertonen grote gelijkenis met de buurpanden Sarphatipark 19-21. De zes woonhuizen zijn opgetrokken in de eclectische bouwstijl. De gebouwen zijn ten opzichte van elkaar soms gespiegeld uitgevoerd. Met name de constructie van toegangen, balkons en ramen van de zes panden lijkt op elkaar. Verschillend zijn echter de toegepaste dakkapellen. Vermoedelijk is de architect van dit bouwblok dezelfde als van Sarphatipark 19 en 21, de bijbehorende naam is echter onbekend.

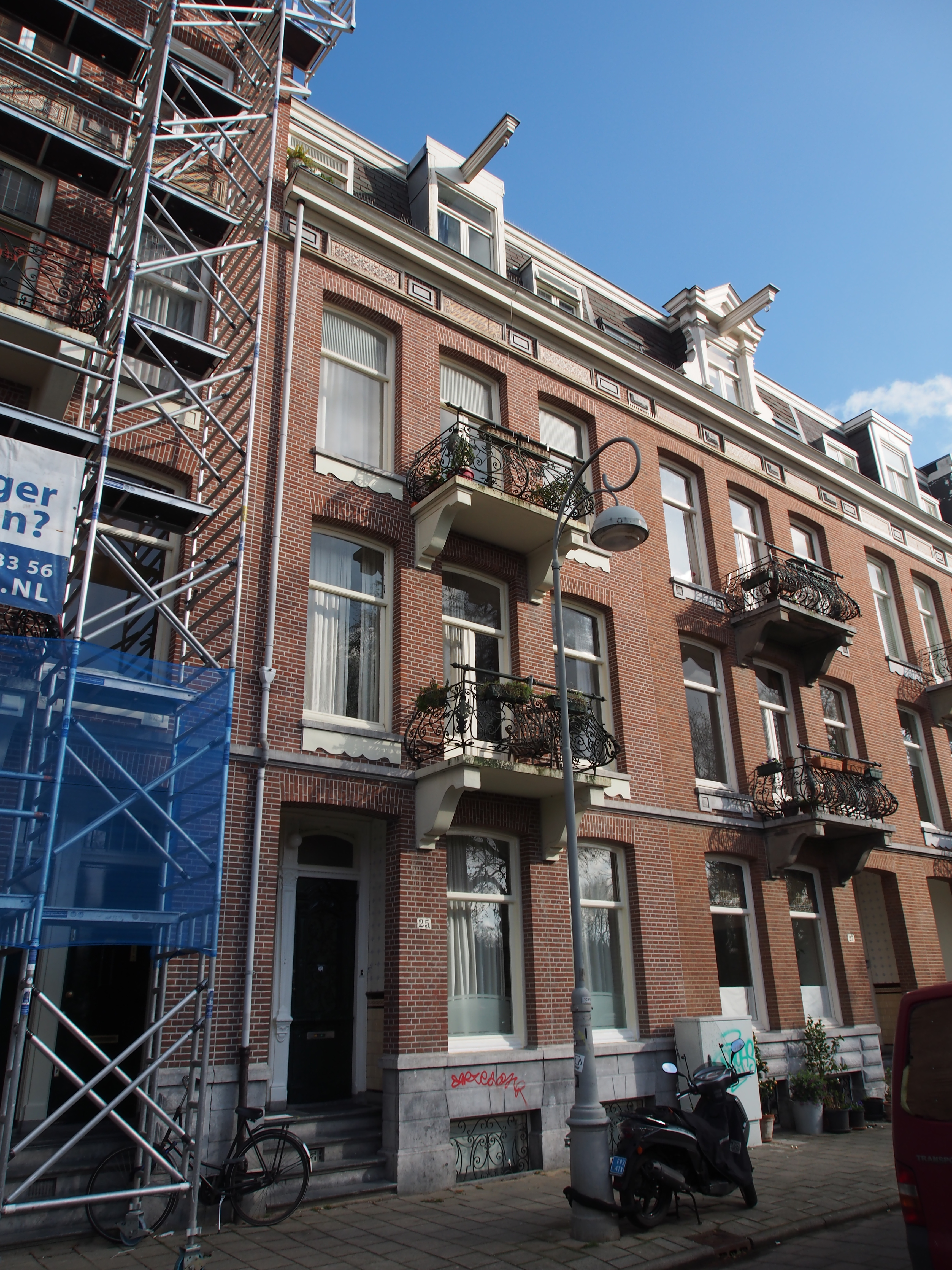
Sarphatipark 25-27, nr. 23 in de steigers (2016)

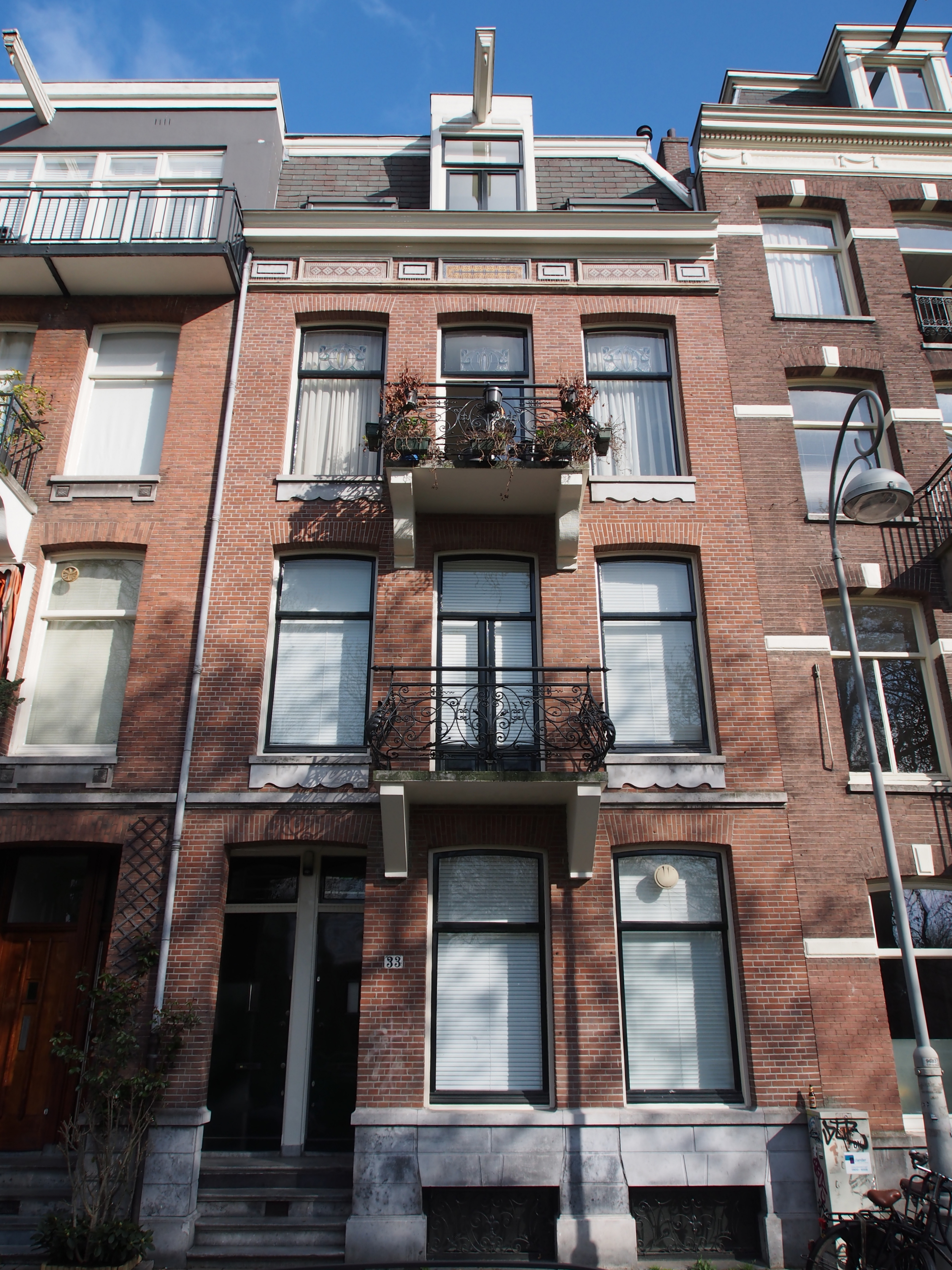
Sarphatipark 33 (2016)